# Миланолло, Тереза
Доменика Мария Тереза Миланолло (итал. Domenica Maria Teresa Milanollo; 28 августа 1827, Савильяно — 25 октября 1904, Париж) — итальянская скрипачка.
Училась в Турине (в том числе у Джованни Баттиста Кальдеры), дебютировала на сцене в восьмилетнем возрасте, и успех этого дебюта побудил отца девочки отвезти её для дальнейших концертов в Марсель, откуда она уехала в Париж для продолжения учёбы у Шарля Филиппа Лафона. Уже в 1836 году начались гастрольные поездки Миланолло (Бельгия, Нидерланды, Великобритания). Позднее Тереза вернулась в Париж для продолжения образования под руководством Франсуа Антуана Абенека и Шарля Огюста Берио. Концертировала вдвоём со своей сестрой Марией Маргаритой Миланолло (Maria Margherita Milanollo; 1832—1848), также скрипачкой, а после смерти сестры от туберкулёза — преимущественно сольно. В 1857 году вышла замуж за французского военного и учёного Теодора Пармантье и прекратила концертную деятельность, продолжая музицировать в узком приватном кругу.
Сёстры Миланолло послужили прототипами для героинь рассказа Адальберта Штифтера «Две сестры» (нем. Zwei Schwestern). Терезе посвящена скрипичная соната Мари Яэль (1881).